# جوليا تارانت بارون
جوليا تارانت بارون (بالإنجليزية: Julia Tarrant Barron)‏ هي فاعلة خير أمريكية، ولدت في 18 ديسمبر 1805 في أبفيل في الولايات المتحدة، وتوفيت في 5 فبراير 1890 في ماريون في الولايات المتحدة.